# Guanajay
Guanajay – miasto na Kubie, w prowincji Artemisa. W 2004 r. miasto to zamieszkiwało 28 429 osób.